# Bjørn Selander
Bjørn Kristian Selander (Hudson, Wisconsin, 28 januari 1988) is een Amerikaans wielrenner en veldrijder die anno 2012 uitkomt voor Team SpiderTech-C10.

## Carrière
Selander behaalde zijn eerste successen in de cyclocross. In 2004 behaalde hij de tweede plaats in het Amerikaans kampioenschap veldrijden voor nieuwelingen. In datzelfde jaar won hij het kampioenschap voor junioren. In 2005 werd hij daar derde. In 2006 werd Selander derde bij de beloften. In het wereldkampioenschap veldrijden werd hij zesde in het eindklassement.
In 2007 werd hij Amerikaans kampioen bij de beloften. Een jaar later, in 2008, behaalde hij zijn eerste overwinningen op de weg: twee etappe-overwinningen in de Ronde van Belize waarvan één een ploegentijdrit. 
2009 was zijn eerste jaar als prof. Hij reed voor Trek-Livestrong, een Amerikaanse beloftenploeg die sterke banden heeft met de ploegen van Lance Armstrong. Hij werd vijfde in het eindklassement van de Ronde van Beauce, tweede op het Amerikaans kampioenschap tijdrijden voor beloften en zevende in de Univest Grand Prix.
In het seizoen 2010 rijdt hij voor de nieuw opgerichte ploeg van Lance Armstrong, Team RadioShack.
Bjørn Selander is de zoon van de Noorse oud-wielrenner en Olympiër Dag Selander.

## Overwinningen
2004
- Amerikaans kampioen veldrijden, Junioren

2007
- Amerikaans kampioen veldrijden, Beloften

2008
- 2e etappe Ronde van Belize
- 3e etappe Ronde van Belize (Ploegentijdrit, met Peter Salon, Chris Barton, Benjamin Bradshaw, Eric Riggs, Chad Beyer, Cole House, Brad Armstrong en Guy East)

## Resultaten in voornaamste wedstrijden
| Jaar | Ronde van Italië | Ronde van Frankrijk | Ronde van Spanje |
| ---- | ---------------- | ------------------- | ---------------- |
| 2011 | 129e             |                     |                  |

| Jaar | Parijs-Roubaix |
| ---- | -------------- |
| 2011 | 72e            |

Armstrong ·
Beppu ·
Bewley ·
Brajkovič ·
Busche ·
Hermans ·
Horner ·
Impey ·
Irizar ·
Fuyu (tot 30/04) ·
Klöden ·
Leipheimer ·
Lequatre ·
Machado · 
McCartney ·
Moeravjov ·
Paulinho ·
Popovytsj ·
Rast ·
Rosseler ·
Rovny ·
Rubiera ·
Selander ·
Steegmans ·
Vaitkus ·   
Zubeldia ·
Avery (stagiair) ·
Phinney (stagiair) ·
Sergent (stagiair) 
Armstrong (tot 16/02) ·
Beppu ·
Bewley ·
Brajkovič ·
Busche ·
Cardoso ·
Deignan ·
Hermans ·
Horner ·
Hunter ·
Irizar ·
King ·
Klöden ·
Kwiatkowski ·
Leipheimer ·
Lequatre ·
Machado · 
McCartney ·
McEwen ·
Moeravjov ·
Oliveira ·
Paulinho ·
Popovytsj ·
Rast ·
Rosseler ·
Rovny ·
Selander ·
Sergent ·
Zubeldia ·
Bennett (stagiair) ·
Parker (stagiair) ·
Sjaloenov (stagiair) 
Anderson · Bell · Boily · Boivin · Euser · Fairly · Gilbert · Houle · Künzli · Lacombe · Lambert-Lemay · de Luna · McCarty · Parisien · Roth · Routley · Selander · Vandborg · Vives · Duchesne (stagiair)